# Finn Juhls hus

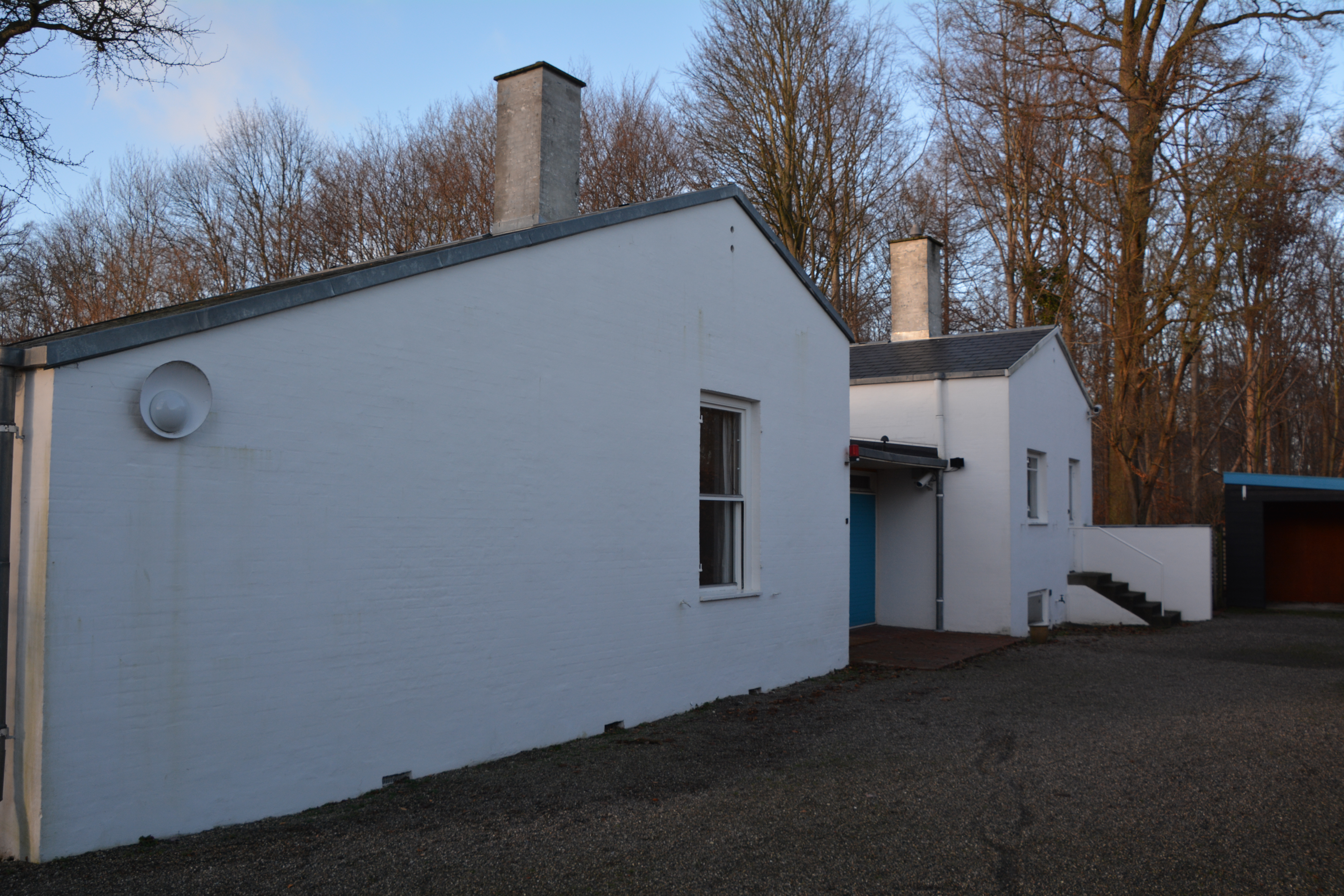
Entrésidan.

Finn Juhls hus är ett personmuseum i Ordrup i Gentofte kommun norr om Köpenhamn.
Möbelformgivaren och arkitekten Finn Juhl ritade och inredde ett bostadshus till sig själv och sin första fru Inge Marie Skaarup 1941–1942 på Kratvænget 15 i Ordrup, på en tomt på 1 700 kvadratmeter invid Ordrupgaards park. Det består av två huskroppar i ett plan i rät vinkel mot varandra. I den ena delen finns vardagsrum och ett arbetsrum, och i det andra och större kök, badrum, två sovrum och matsal. Husen förbinds av en entrédel, som också leder ut i trädgården. Huset är murat i tegel, som putsats i en vitgrå kulör. Trädgården är formgiven av landskapsarkitekten Troels Erstad.
Han fick C.F. Hansen-medaljen 1944 för detta hus.
Finn Juhl bodde i huset i 47 år, till sin död 1989. Hans sambo Hanne Wilhelm Hansen bodde därefter i huset till sin död 2003.

## Inredning
Vardagsrummet upptar större delen av den ena huskroppen. I detta finns bland annat Finn Juhls soffa Poeten från 1941, Hövdingestolen från 1949 och ett porträtt av Finn Juhls sambo Hanne Wilhelm Hansen (1927–2003), målat av Vilhelm Lundstrøm 1946. Andra konstverk i huset är av Asger Jorn, Jean Deyrolles Thona och Svend Wiig Hansen.

## Museum
Finn Juhls hus donerades av Birgit Lyngbye Pedersen till den danska staten och är sedan april 2008 öppet som en fast utställning under konstmuseet Ordrupgaard.